# Buñuel y la mesa del rey Salomón
Buñuel y la mesa del rey Salomón is een Spaans-Mexicaans-Duits-Franse dramafilm uit 2001 onder regie van Carlos Saura.

## Verhaal
Tijdens de film vindt een zoektocht plaats door Toledo naar de magische tafel van koning Salomo. De filmmaker Luis Buñuel stelt zich voor dat zijn jongere ik en zijn vrienden Federico García Lorca en Salvador Dalí naar het heden worden geplaatst. Ze worden geconfronteerd met hun grootste angsten.

## Rolverdeling
| Acteur               | Personage                |
| -------------------- | ------------------------ |
| El Gran Wyoming      | Oude Luis Buñuel         |
| Pere Arquillué       | Luis Buñuel              |
| Ernesto Alterio      | Salvador Dalí            |
| Adrià Collado        | Federico García Lorca    |
| Valeria Marini       | Ana María de Zayas       |
| Amira Casar          | Fátima                   |
| Jean-Claude Carrière | David Goldman            |
| Juan Luis Galiardo   | Filmcriticus             |
| Armando De Razza     | Bisschop Abilio Avendaño |
| Eusebio Lázaro       | Wandelende Jood          |
| Jorge Cañibano       | Pacheco                  |
| Pablo Rivero         | Spion                    |
| Fernando Chinarro    | Jacinto Baños            |
| Farid Fatmi          | Moor                     |
| Martín Mujica        | Kluizenaar               |